# Любен Дилов
 Тази статия е за писателя фантаст Любен Дилов.  За сценариста и политик вижте Любен Дилов (син).  
Любен Дилов Иванов e български писател, един от най-изявените автори на научна фантастика в България.

## Биография
Роден е на 22 декември 1927 г. в Червен бряг. Завършва Софийския университет със специалност „Български език и литература“. Работи като редактор във вестник „Септемврийче“. Повече от 30 негови книги са преведени на над 10 езика.
Учредява наградата за българска фантастика „Гравитон“ през 1990 г.
В последните години от живота му тежко заболяване ограничава възможността му да твори.

## Стил и особености
В много отношения Любен Дилов е основоположник на българската фантастика по социалистическо време. Тогава писатели като Георги Илиев и Емил Коралов са на практика забравени, а Светослав Минков е принуден да се отрече от ранните си диаболични произведения. Негласното вето над фантастиката е пробито от Любен Дилов.
Дебютира още като студент с разкази във в. „Народна младеж“. От 1951 г. публикува очерци и реалистични разкази. Дебютната му книга е „Гълъби над Берлин“ (1952 г.).
Първият му роман „Атомният човек“ е по социалистически правоверен в първата си версия – егоистичен американец капиталист, който попада в бъдещото безкористно комунистическо общество. По-късно Любен Дилов преработва романа и във второто издание героят му вече е българин.
Следващите му произведения стават все по-зрели. В „Тежестта на скафандъра“ не е ясно дали повече място отнема сблъсъкът с чуждата цивилизация или сблъсъкът на главния герой със собствените му страхове, пред които го изправя новото.
В „Парадоксът на огледалото“ под маската на фантастичното се обсъждат темите за социалното удовлетворение. В „Пътят на Икар“ на преден план са човешките преживявания и страсти на героя, а не тайните и приключенията около него.
В „Двойната звезда“ основното е не завръщането от Космоса, а моралният избор, който посреща на Земята главния герой. И в по-късните му произведения фантастичното продължава да бъде начин да се покаже и освети реалното.

## Награди
- 1963 г. – награда на ЦК на ДКМС за книгата „Почивката на Боян Дарев“
- 1969 г. – втора награда в конкурс на сп. „Космос“ за разказа „Напред, човечество!“
- 1973 г. – награда на международното жури от конвента „Соцкон“ в Полша за цялостен принос в НФ жанр
- 1976 г. – специална награда за литература от „Еврокон“ за романа „Пътят на Икар“
- 1991 г. – почетен чешки медал „Карел Чапек“ за културен принос
- 2000 г. – почетен гражданин на Червен бряг
- 2002 г. – носител на наградата на читалище „Светлина“, Червен бряг за цялостен принос в духовното развитие на града

### Романи
- „Атомният човек“. София: Народна младеж, 1958, 298 с. (2 изд. 1979)
- „Кладенецът на Таласъмите“ (1963, в съавторство с Димитър Пеев и Антон Дончев)
- „Многото имена на страха“. София: Медицина и физкултура, 1967, 280 с. (2 изд. 1988)
- „Тежестта на скафандъра“. София: Медицина и физкултура, 1969, 205 с. (2 изд., Медицина и физкултура, 1977; 3 изд., Георги Бакалов, 1983)
- „Пътят на Икар“. Пловдив: Христо Г. Данов, 1974, 430 с. (2 изд., Христо Г. Данов, 1979; 3 изд., 1984)
- „Парадоксът на огледалото“. София: Български писател, 1976, 334 с. (2 изд., Български писател, 1980)
- „Звездните приключения на Нуми и Ники“ (1980, 1995)
- „До райската планета и назад. Другите приключения на Нуми и Ники“ (1983)
- „Жестокият експеримент“. Варна: Георги Бакалов, 1985, 204 с.
- „Незавършеният роман на една студентка“. София: Български писател, 1986, 198 с.
- „Демонът на Максуел“. София: Бард, 2001, 135 с.

### Повести, разкази и новели
- „Да нахраниш орела“ (1977)
- „Даровете на Бога“
- „Двойната звезда“ (1979)
- „Дори да си отидат“
- „За Джони, който искаше да излезе“
- „Зеленото ухо“
- „Моят странен приятел астрономът“ (1971)
- „На пеещата планета“
- „Напред, човечество“
- „Педагогическата машина“
- „Не пушете! Затегнете коланите!“ (1982)
- „Още по въпроса за делфините“
- „Хубавата Елена“
- „Цялата истина около шимпанзето Топси“
- „Шегата на капитана“
- „Гълъби над Берлин“ (1953)
- „Точката на Лагранж“ (1983)
- „Осъзнаването на роботите“
- „Новогодишна трагедия“
- „Наше доказателство за летящите чинии“
- „Поредният номер“
- „Последното интервю на Адам Сусбе“
- „Странните качества на Борис Левиташки“